# Công quốc Mecklenburg
Công quốc Mecklenburg (tiếng Đức: Herzogtum Mecklenburg; tiếng La Tinh: Ducatus Megalopolis ; tiếng Anh: Duchy of Mecklenburg) là một nhà nước trong Đế chế La Mã Thần thánh, nằm trong vùng Mecklenburg. Nó tồn tại trong Hậu kỳ Trung cổ đến đầu Thời kỳ cận đại, từ năm 1471 đến năm 1520, cũng như năm 1695 đến năm 1701. Thủ đô của nó là Schwerin.
Nhà nước được thành lập vào năm 1471, khi công tước Henry IV, đã thống nhất các công quốc Mecklenburg-Stargard và Mecklenburg-Schwerin. Nhà nước tồn tại cho đến ngày 07/05/1520, khi nó được chia thành các công quốc Mecklenburg-Güstrow và Mecklenburg-Schwerin. Nó một lần nữa được tái lập vào năm 1695, với sự hợp nhất của Mecklenburg-Güstrow và Mecklenburg-Schwerin. Frederick William trở thành công tước. Năm 1701, nó được chia thành các công quốc Mecklenburg-Schwerin và Mecklenburg-Strelitz.

## Trích dẫn

### Tham khoả
1. ↑  Friedrich Wigger, Stammtafeln des Großherzoglichen Hauses von Meklenburg in Verein für Mecklenburgische Geschichte und Altertumskunde: Jahrbücher des Vereins für Mecklenburgische Geschichte und Altertumskunde. Vol. 50 (1885), p. 111-326.
2. ↑  Gustav Hempel: Geographisch-statistisch-historisches Handbuch des Meklenburger Landes. Frege, Güstrow 1837, p. 52–53.
3. ↑  Georg Christian Friedrich Lisch, Die Reformation zu Malchin (Aufsatz 4, Bd. 16), Schwerin, 1851, p. 98.
4. ↑  Bản mẫu:Allgemeine Deutsche Biographie